# Trilogie
O trilogie este un set de trei opere de artă care sunt conectate. Aceasta poate fi considerată fie ca o singură lucrare, fie ca trei lucrări individuale. De obicei trilogiile sunt în literatură, cinematografie sau în domeniul jocurilor video. O definiție cuprinzătoare a trilogiei este următoarea: suită de trei opere literare (dramatice sau epice) sau muzicale, aparținând aceluiași autor, care formează o unitate, având personaje comune și reprezentând de obicei trei momente succesive din viața acestora (sau a urmașilor lor).
Lucrări în trei părți, considerate componente ale unei lucrări mai mari, există de asemenea în artele vizuale și muzică, cum ar fi tripticul sau sonata în trei mișcări, dar acestea nu sunt considerate de obicei ca fiind "trilogii".

## Istorie
Trilogiile datează din cele mai vechi timpuri. În festivalurile Dionisia din Grecia antică, de exemplu, erau interpretate câte trei piese de teatru urmate de un o patra piesă satirică. Orestia este singura trilogie care a supraviețuit din aceste piese antice grecești, inițial efectuate la Festivalul de la Atena, în 458 î.Hr. Cele trei piese Tebane sau ciclul lui Oedip, de Sofocle, originare din secolul al V-lea î.Hr, nu reprezintă cu adevărat  o trilogie, deoarece piesele au fost scrise în momente diferite și cu diferite teme și scopuri.

## Exemple de trilogii

### Literatură
- Philip Pullman - Materiile întunecate
- Brian Herbert - Legendele Dunei
- J. R. R. Tolkien - Stăpânul inelelor
- Peter F. Hamilton - Zorii nopții
- Ionel Teodoreanu - La Medeleni

### Cinematografie
- Peter Jackson - Stăpânul Inelelor

### Jocuri video
- Blizzard Entertainment - Diablo

### Muzică
- Adele  - 19, 21, 25 (albume) [4]